# Lusitânia de Lourosa Futebol Clube
Ne doit pas être confondu avec le Sport Clube Lusitânia.
Actualités
Dernière mise à jour : 27 juillet 2025.
Le Lusitânia de Lourosa FC, couramment appelé Lusitânia de Lourosa, est un club portugais de football fondé en 1924 basé à Lourosa, dans le district d'Aveiro.
Il dispute depuis 2025 le championnat du Portugal de deuxième division, et joue ses matchs à domicile à l'Estádio do Lusitânia.

## Histoire
Fondé en 1924, le Lusitânia de Lourosa FC évolue pendant plusieurs décennies dans les divisions régionales. C'est à partir des années 1970 que le club parvient à se hisser régulièrement en troisième division. Le club devient alors un habitué des compétitions nationales semi-professionnelles.
Lors de la Coupe du Portugal 1993-1994, le club atteint les demi-finales de la compétition après avoir éliminé entre autres le SC Beira-Mar et Belenenses, deux clubs de première division. Les Lusitanistas s'inclinent finalement six à zéro face au Sporting CP aux portes de la finale.
Deux ans après une promotion de la quatrième à la troisième division, le club termine la saison 2024-2025 de Liga 3 champion et est promu en championnat du Portugal de deuxième division pour la première fois de son histoire.

## Palmarès
- Championnat du Portugal de troisième division : 
  - Champion en 2024-2025.